# Commanderie de La Rochelle
La commanderie de La Rochelle se situait, à l'emplacement de l'actuelle Cour de la Commanderie, au cœur de la ville de La Rochelle dans le département de la Charente-Maritime, en région Nouvelle-Aquitaine.

## Description
Il reste aujourd'hui quelques vestiges de la commanderie, notamment une salle basse voûtée, des fragments de pierres tombales et quelques restes d'une porte qui donnait accès à la chapelle. Les découvertes les plus importantes ont été faites lors des fouilles commencées en 1982:
- la dalle funéraire de Jehan de Tournay (décédé en 1375), de Geoffroy Géraut (décédé en 1373), et d'Allis Amorie
- la dalle funéraire Pierre Liège, commandeur du temple mort en 1268

Ces deux dalles funéraires sont conservées à la cathédrale de La Rochelle.

## Historique
La Rochelle fut fondée au XIIe siècle autour de la paroisse Notre-Dame-de-Cougnes. La ville qui bénéficiait de la protection des ducs d'Aquitaine, également comtes de Poitou, connut une croissance soutenue. La Rochelle ne devint réellement importante qu'à partir de 1130, lorsque Châtelaillon, jusqu'alors plus grande cité fortifiée de l'Aunis et plus grand port, fut assiégée et détruite par le duc d'Aquitaine Guillaume X.

### Période templière
On ne connait pas avec exactitude la date de l'implantation des Templiers à la Rochelle, bien que la commanderie fut rapidement l'une des plus importantes maisons d'Aquitaine et du Poitou.
Aliénor d'Aquitaine en créa les bases lorsque, par une charte de 1139, elle exonéra les Templiers de taxes pour les bâtiments qu'ils avaient déjà commencé à occuper, et autorisa ses vassaux à leur faire don de différents moulins. Elle les autorisa de plus, à transporter par eux-mêmes et sans taxes toutes marchandises, ce qui dans un port en plein essor comme La Rochelle, était un privilège important.
Par son remariage avec le comte d'Anjou Henri Plantagenêt, Aliénor d'Aquitaine apporta en dot le duché d'Aquitaine, qui passa sous influence anglaise en 1154, lorsque son époux, devint le roi d'Angleterre Henri II.
En 1175, il donna à la cité de la Rochelle sa première charte communale. La position privilégiée de la ville favorisa alors le développement d'un commerce actif avec les pays du nord de l'Europe. Sur le plan commercial, les Templiers se livrèrent, tout au long du XIIIe siècle, à de fructueuses activités commerciales : le vin tint la première place dans leur négoce et ils l'exportèrent surtout vers l'Angleterre et la Flandre.
Le transport des marchandises était effectué soit sur des navires de particuliers, soit sur les propres navires des Templiers, nommés vers 1230 : Templère, Buszarde de Templo, et Buscart.
En 1222, le roi d’Angleterre Henri III décida de renforcer les infrastructures de son duché d'Aquitaine . Il fit fortifier la ville à partir de 1223. Le roi de France Louis VIII, de son côté, se référant aux conditions du traité de 1217, lança une campagne pour s’emparer des possessions du roi d'Angleterre en France. Ainsi, sur les ordres du roi Louis VIII, Mathieu II de Montmorency entama le siège de La Rochelle le 15 juillet 1224, et libéra la ville de la domination anglaise le 3 août. 
En 1241, Henri III d’Angleterre débarqua à Royan à la tête de son armée, mais fut vaincu par Louis IX, nouveau roi de France, et fut contraint de céder toute la partie nord de la Saintonge, dont La Rochelle, à la couronne de France par le traité de Paris.

#### Précepteurs templiers
| Nom du précepteur                               | Dates        |
| ----------------------------------------------- | ------------ |
| Hélie de Burzac                                 | vers 1205    |
| P. Bos                                          | 1249 - 1250  |
| P. de Legione ou Pierre Liège ou Pierre de Legé | ? - 1268     |
| Guillaume de Liège, ou Guillaume de Legé        | 1283? - 1307 |

#### Possessions templières
La première donation faite à l'ordre des Templiers comprenait quelques moulins, et un bâtiment au centre-ville destiné à devenir la commanderie, le tout donné par Gangan de Taunay en 1139, donation confirmée par Aliénor d'Aquitaine en 1139, puis par Richard Ier d'Angleterre en 1189. La maison du Temple occupait un vaste espace, avec sa chapelle et ses dépendances, le tout entouré d'un enclos.
Les dons affluèrent tout au long du XIIIe siècle, et l'ordre du Temple disposa rapidement de biens (des moulins à marée sur le chenal de Maubec, et d'autres au faubourg du Perrot, sur le chenal de la Verdière) et de possessions dans les communes de Saint-Barthélémy, Saint-Sauveur, Notre-Dame-de-Cougnes, Saint-Jean-du-Perrot, Aytré, Marsilly, Angoulins, Nieul, La Jame, Salles, Thairé, etc.

Les Templiers conclurent également des accords avec certaines abbayes, afin de mettre en valeur leurs marais situés sur la paroisse de Marans. C'est ainsi qu'en février 1249, ils firent creuser le canal de Langle. Ils renouvelèrent l'opération en s'associant, en 1270, avec les abbayes de Maillezais, de Saint-Michel-en-l'Herm et de Saint-Léonard-des-Chaumes pour faire creuser un grand canal servant de décharge aux eaux de leurs marais. Les Templiers de La Rochelle exercèrent également des activités bancaires et commerciales pour le compte des Rois d'Angleterre, Jean sans Terre et son successeur Henry III.

### Période hospitalière
Au moment de l'arrestation des Templiers, ordonnée par Philippe Le Bel en 1307, la Rochelle était sous possession française, et lors de la dissolution de l'Ordre en 1312, tous les biens et possessions des Templiers furent transmis aux Hospitaliers de l'ordre de Saint-Jean de Jérusalem.
En 1362, en application du traité de Brétigny signé en 1360, La Rochelle est intégrée à une principauté d'Aquitaine créée pour le prince noir, fils du roi d'Angleterre Édouard III. Mais en 1372, le connétable Bertrand Du Guesclin chassa les Anglais de l’Aunis et du Poitou, faisant de La Rochelle une ville définitivement française.
Atteinte par les guerres et la crise du XIVe siècle, la commanderie de La Rochelle devait perdre beaucoup de sa superbe, ayant subi de nombreuses destructions, et une baisse importante de ses revenus (les moulins à marée furent dépassés par les moulins à vent construits près de la ville, la production des vignes diminua progressivement, etc.). Mais en dépit de la guerre, les Hospitaliers de La Rochelle continuaient le négoce autrefois pratiqué par les Templiers.
La baillie de La Rochelle se composait alors, en Aunis, des maisons de Bernay, Sèchebouc, La Cabane et de celles du Mung et de Goux, situées en Saintonge.
Après la guerre de Cent Ans, la commanderie de La Rochelle rétablit sa situation financière sans retrouver cependant, au XVe siècle, sa prospérité d'autrefois. Mais dès le début des guerres de Religion, en 1562, la chapelle du Temple de La Rochelle fut saccagée, ainsi que certains bâtiments de la commanderie, et le moulin de Maubec. 
C'est probablement au moment du siège de La Rochelle en 1573, que la commanderie fut presque totalement détruite, ainsi que la plupart des établissements religieux de La Rochelle. Une halle fut construite en 1588 sur l'emplacement de la commanderie et de son cimetière.

#### Commandeurs hospitaliers
| Nom du commandeur                                   | Dates       |
| --------------------------------------------------- | ----------- |
| Frère Jean d'Orléans                                | vers 1373   |
| Guillaume Arnaud (commandeur de Bourgneuf-en-Aunis) | 1374 - 1392 |

## Légendes sur la flotte de navires templiers
En plus des quelques navires marchands préalablement cités (Templère, Buszarde de Templo, et Buscart), la flotte templière semblait être très importante. La légende voudrait que la veille de l'arrestation des Templiers, soit le 12 octobre 1307, 17 ou 18 navires de cette flotte aient appareillé pour une destination inconnue. Lors de son interrogatoire, le templier Jean de Châlons raconte en effet que le précepteur de France Gérard de Villiers, ayant appris l'imminence de l'arrestation se serait enfui avec cinquante chevaux, et qu'il aurait pris la mer avec dix-huit galères, et que Hugues de Châlons, son fils, se serait lui enfui avec le trésor de son oncle Hugues de Pairaud. 
Plusieurs pays pouvaient offrir un abri à cette époque: le Portugal, l'Angleterre, l'Espagne, ou encore l'Écosse. La thèse de la découverte précolombienne de l'Amérique par les Templiers à partir du port de La Rochelle, ajoute ce continent à la liste des refuges potentiels,.